# Paul German
Paul German, född 1744, död 1806, var en svensk teaterdirektör.
Paul German tillhörde en känd europeisk balett- och ekvilibristfamilj, som i början av 1760-talet uppträdde i Köpenhamn på Det Konglige Teater. 1772 förekom han i Stockholm, där han sedan tillsammans med Johan von Blanc bildade de så kallade Gemenasiska sällskapet, vilket 1778–1779 spelade på Bollhusteatern och från 1779 i Göteborg på teatern vid Sillgatan. Då Johan von Blanc småningom ombildade truppen till ett dramatiskt sällskap, slutade German i februari 1780 som meddirektör. Därefter reste han i flera år på turnéer i landsorten med eget sällskap, som bjöd på "lindansning, equilibri samt fyrverkeri".